# Janek Õiglane
Janek Õiglane, né le 25 avril 1994, est un athlète estonien, spécialiste du décathlon.

## Biographie
En 2015, il remporte la médaille de bronze  lors des Championnats d'Europe espoirs, chez lui à Tallinn, en réalisant son meilleur résultat de 7 945 points, résultat qui lui permet d'être invité à participer aux Championnats du monde à Pékin, où il prend la 19e place.
Après avoir porté le 27 mai 2017 son record à 8037 à Götzis, le 2 juillet 2017, il remporte le décathlon de la Super Ligue à Tallinn, lors des Championnats d'Europe par équipes d'épreuves combinées 2017, avec un record personnel à 8 170 points.
Il termine 4e des Championnats du monde de Londres avec 8 371 points, record personnel.
Il se classe 6e des championnats du monde 2019 à Doha avec 8 297 pts.
En 2022, à l'issue des championnats d'Europe de Munich, il décroche la médaille de bronze, avec 8 346 pts.

## Palmarès
| Date | Compétition                                | Lieu                                  | Résultat | Épreuve    | Points     |
| ---- | ------------------------------------------ | ------------------------------------- | -------- | ---------- | ---------- |
| 2011 | Championnats du monde cadets               | Lille                                 | 11e      | Javelot    | 64,70 m    |
| 2013 | Championnats d'Europe juniors              | Rieti                                 | 4e       | Décathlon  | 7 604 pts  |
| 2015 | Championnats d'Europe espoirs              | Tallinn                               | 3e       | Décathlon  | 7 945 pts  |
| 2015 | Championnats du monde                      | Pékin                                 | 19e      | Décathlon  | 7 581 pts  |
| 2016 | Championnats d'Europe                      | Amsterdam                             | 12e      | Décathlon  | 7 762 pts  |
| 2017 | Coupe d'Europe d'épreuves combinées        | Tallinn                               | 1er      | Décathlon  | 8 170 pts  |
| 2017 | Championnats du monde                      | Londres                               | 4e       | Décathlon  | 8 371 pts  |
| 2017 | Coupe du monde des épreuves combinées      | Coupe du monde des épreuves combinées | 4e       | Décathlon  | 24 578 pts |
| 2019 | Championnats d'Europe en salle             | Glasgow                               | 9e       | Heptathlon | 5 118 pts  |
| 2019 | Hypo-Meeting                               | Götzis                                | 12e      | Décathlon  | 8 050 pts  |
| 2019 | Championnats d'Europe d'épreuves combinées | Lutsk                                 | 5e       | Décathlon  | 7 996 pts  |
| 2019 | Championnats du monde                      | Doha                                  | 6e       | Décathlon  | 8 297 pts  |
| 2022 | Championnats du monde                      | Eugene                                | 7e       | Décathlon  | DNF        |
| 2022 | Championnats d'Europe                      | Munich                                | 3e       | Décathlon  | 8 346 pts  |
| 2023 | Championnats du monde                      | Budapest                              | 5e       | Décathlon  | 8 524 pts  |
| 2024 | Jeux olympiques                            | Paris                                 | 7e       | Décathlon  | 8 572 pts  |

## Records
| Épreuve           | Performance   | Lieu      | Date             |
| ----------------- | ------------- | --------- | ---------------- |
| 100 m             | 10 s 89       | Knoxville | 7 avril 2022     |
| Saut en longueur  | 7,42 m        | Tallinn   | 1er juillet 2017 |
| Lancer du poids   | 15,38 m       | Rakvere   | 26 juillet 2019  |
| Saut en hauteur   | 2,05 m        | Londres   | 11 août 2017     |
| 400 m             | 48 s 80       | Munich    | 15 août 2022     |
| 110 m haies       | 14 s 33       | Knoxville | 8 avril 2022     |
| Lancer du disque  | 45,94 m       | Tallinn   | 27 juin 2021     |
| Saut à la perche  | 5,12 m        | Athens    | 29 avril 2022    |
| Lancer du javelot | 72,46 m       | Doha      | 3 octobre 2019   |
| 1 500 m           | 4 min 34 s 41 | Rakvere   | 6 août 2016      |
| Décathlon         | 8 572 pts     | Paris     | 3 août 2024      |

| Épreuve          | Performance   | Lieu    | Date            |
| ---------------- | ------------- | ------- | --------------- |
| 60 mètres        | 7 s 07        | Tallinn | 2 février 2019  |
| Saut en longueur | 7,34 m        | Tallinn | 2 février 2019  |
| Lancer du poids  | 15,50 m       | Glasgow | 2 mars 2019     |
| Saut en hauteur  | 2,02 m        | Tallinn | 13 février 2016 |
| 60 mètres haies  | 8 s 05        | Tallinn | 2 mars 2022     |
| Saut à la perche | 5,19 m        | Tallinn | 3 février 2019  |
| 1 000 mètres     | 2 min 44 s 37 | Tallinn | 14 février 2016 |
| Heptathlon       | 6 085 pts     | Tallinn | 3 février 2019  |